# Всемирный день радио
Всемирный день радио  (на других официальных языках ЮНЕСКО: англ. World Radio Day, араб. اليوم العالمي للإذاعة‎, исп. Día Mundial de la Radio, кит. 世界广播日, фр. Le jour mondial de la radio) — 13 февраля, провозглашён Генеральной конференцией ЮНЕСКО.

## История
Идея учреждения Всемирного дня радио родилась у президента Испанской академии радио, Хорхе Альвареса. В январе 2008 года он заручился поддержкой у генерального директора ЮНЕСКО, Коитиро Мацуура.
19 октября 2011 года Генеральная конференция ЮНЕСКО в резолюции 36 C/63 провозгласила 13 февраля Всемирным днём радио. В этот день в 1946 году Организацией Объединённых Наций было создано Радио ООН. Изначально предложение поступило от постоянной делегации Испании при ЮНЕСКО.
Далее с 2012 года Испанская академия радио продвигает создание Международного комитета всемирного дня радио, чтобы стимулировать ежегодное празднование этого дня и, таким образом, увеличить престиж этого средства коммуникации.
14 января 2013 года, Генеральная Ассамблея ООН официально принимает провозглашение Всемирного Дня Радио. На 67-м заседании Генеральной Ассамблей ООН была принята резолюция по 36-й сессии Генеральной конференции ЮНЕСКО, провозгласившей 13 февраля Всемирным Днём Радио. Инициатива также исходила от Королевства Испания и была выдвинута постоянным представительством Испании в ООН.

## Темы Всемирного дня радио
| Год  | Тема                                                   |
| ---- | ------------------------------------------------------ |
| 2023 | Радио и мир                                            |
| 2022 | Радио и доверие                                        |
| 2021 | Новый мир, новое радио                                 |
| 2020 | Разнообразие                                           |
| 2019 | Диалог, терпимость и мир                               |
| 2018 | Радио и спорт                                          |
| 2017 | Радио это ты                                           |
| 2016 | Радио во временах бедствий и чрезвычайных происшествий |
| 2015 | Молодёжь и радио                                       |
| 2014 | Равенство полов на радио                               |
| 2013 | Всемирный день Радио 2013                              |
| 2012 | Всемирный день Радио 2012                              |